# José de Torres
José de Torres Martínez Bravo o Joseph de Torres (Madrid, 28 de febrero de 1670 - Madrid, 3 de abril de 1738) fue maestro de capilla, teórico, editor, compositor y organista español. 

## Biografía
José de Torres  o como Joseph de Torres recibió su formación musical en el Real Colegio de Niños Cantores, donde ingresó en 1681. Sus maestros fueron Cristóbal Galán en composiciones y Diego y Francisco de Xáraba y Bruna. En 1688 obtuvo por oposición la plaza de organista de la Capilla Real de Madrid, y comenzó a ejercer como maestro de música en el Colegio de Niños Cantores, puesto en el que destacó por sus cualidades como docente.  
Después del exilio de Sebastian Durón en 1706, Torres fue asumiendo progresivamente las responsabilidades de composición, y de esta época se conserva su zarzuela El imposible mayor en amor le vence Amor. En 1716 ascendió a primer organista, hasta que fue nombrado maestro titular de la Capilla Real y rector del Real Colegio de Niños Cantores en 1720. A partir de 1724 tuvo que compartir el magisterio con Felipe Falconi, hasta entonces maestro de la Capilla de S. Ildefonso en La Granja. Su trabajo en común conjugó la práctica nacional más tradicional y la corriente italianizante del momento.
Torres es uno de los compositores más importantes del barroco español. Aunque una parte importante de su producción debió de perderse en el incendio del Alcázar o tras su muerte, las obras conservadas demuestran que alcanzó un completo dominio del nuevo estilo italiano, siendo el principal responsable de la modernización de la música española a principios del siglo XVIII.

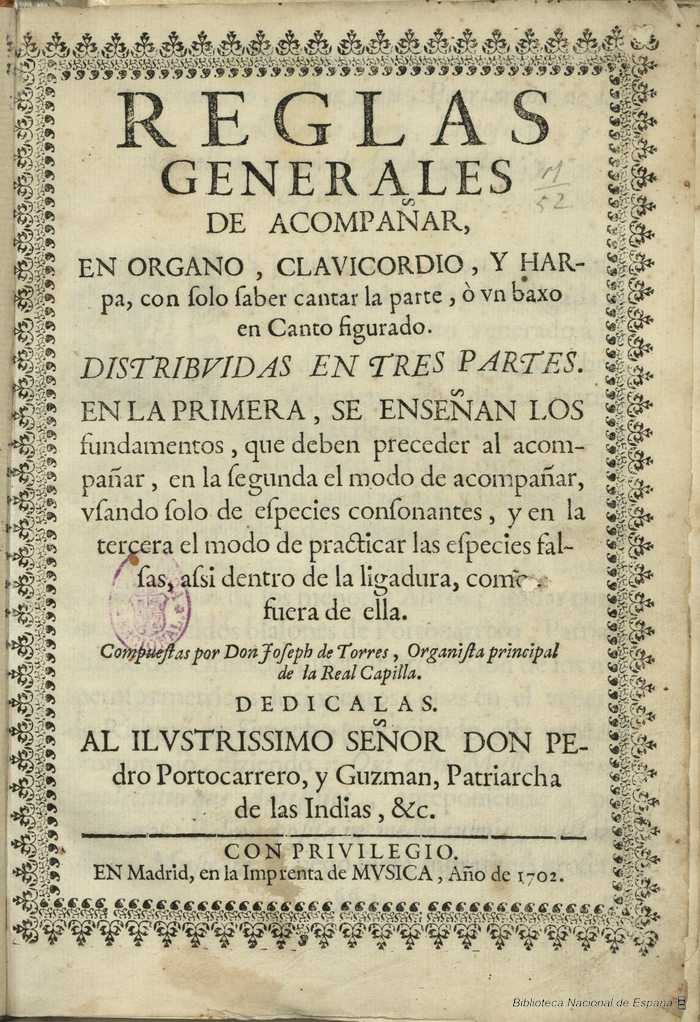
Portada de "Reglas generales de acompañar en órgano, clavicordio, y harpa, con solo saber cantar la parte, ò un baso en Canto figurado". Joseph de Torres (Madrid, 1702).

## Imprenta de música
En 1699 fundó la Imprenta de Música, la única con esa especialización en España. Bajo su dirección editó buena parte de los mejores tratados teóricos de su época y publicó numerosas composiciones religiosas y profanas, partituras de obras teatrales (como Destinos vencen finezas de Juan de Navas) y diversos tratados teóricos. Entre estos debe destacarse las Reglas generales para acompañar órgano, clavicordio o arpa (1702), el primer tratado de bajo continuo publicado en España, que reeditó en 1736 con un nuevo libro dedicado al estilo italiano y El arte del canto llano de Francisco de Montanos.
En 1703 editó Missarum liber, compuesto por un oficio de difuntos, siete misas a capella, un Asperges y un Vidi aquam, que dedicó al rey Felipe V. Torres utilizó en su imprenta todos los adelantos que se habían ido introduciendo en la impresión, lo que le permitió publicar buena parte de la producción musical más relevante de su época. Su muerte en 1738 significó el final de esta imprenta y editorial.

## Estilo
Centrado en el ámbito de la música litúrgica, son dos las etapas de su producción musical. En la primera hasta el año 1718, Torres mantiene la tradición española y la utilización de recursos polifónico-imitativos clásicos (obras para voces a capella o con acompañamiento de un “basso seguente” que duplica el bajo del coro). Las obras de finales de esta época reflejan influencia francesa con un mayor enriquecimiento instrumental (violines, oboes y bajo continuo). 
La segunda etapa va desde 1718 hasta el momento de su defunción en 1738. El salmo Confitebor tibi Domine identifica el cambio en su trayectoria. En sus últimas creaciones, escribió siempre para orquesta. Expresividad con tintes dramáticos, austeridad y, brevedad, serán cualidades de su producción musical. 
Su reconocimiento en España como consumado contrapuntista, continuador de la tradición española y abierto a las innovaciones de la práctica italiana, traspasó las fronteras, llegando a difundirse su obra por Portugal, Italia y Gran Bretaña.

## Discografía
- 1999 - Joseph de Torres: Cantadas: Spanish solo cantatas (18th century). Marta Almajano (soprano), Al Ayre Español, Eduardo López Banzo (director). Deutsche Harmonia Mundi (05472 77503 2)
- 2005 - La cantada española en América. Carlos Mena (contratenor), Al Ayre Español, Eduardo López Banzo (director). Harmonia Mundi Ibérica (987064)
- 2018 - José de Torres (ca.1670-1738): Amoroso Señor. Aurora Peña (soprano), Concerto 1700, Daniel Pinteño (director). 1700 Classics (170001)